# ماساکو جوئو
ماساکو جوئو (به ژاپنی: 理子女王 まさこじょおう)، نام کودکی سانا نو میا؛ (تولد ۱۶۹۱ – مرگ ۱۷۱۰ میلادی)، یک زن در دوره ادو، زن اصلی (سی‌شیتسو) یا میدای‌دوکورو شوگون هشتم توکوگاوا یوشیمونه بود.